# Basilius Amerbach

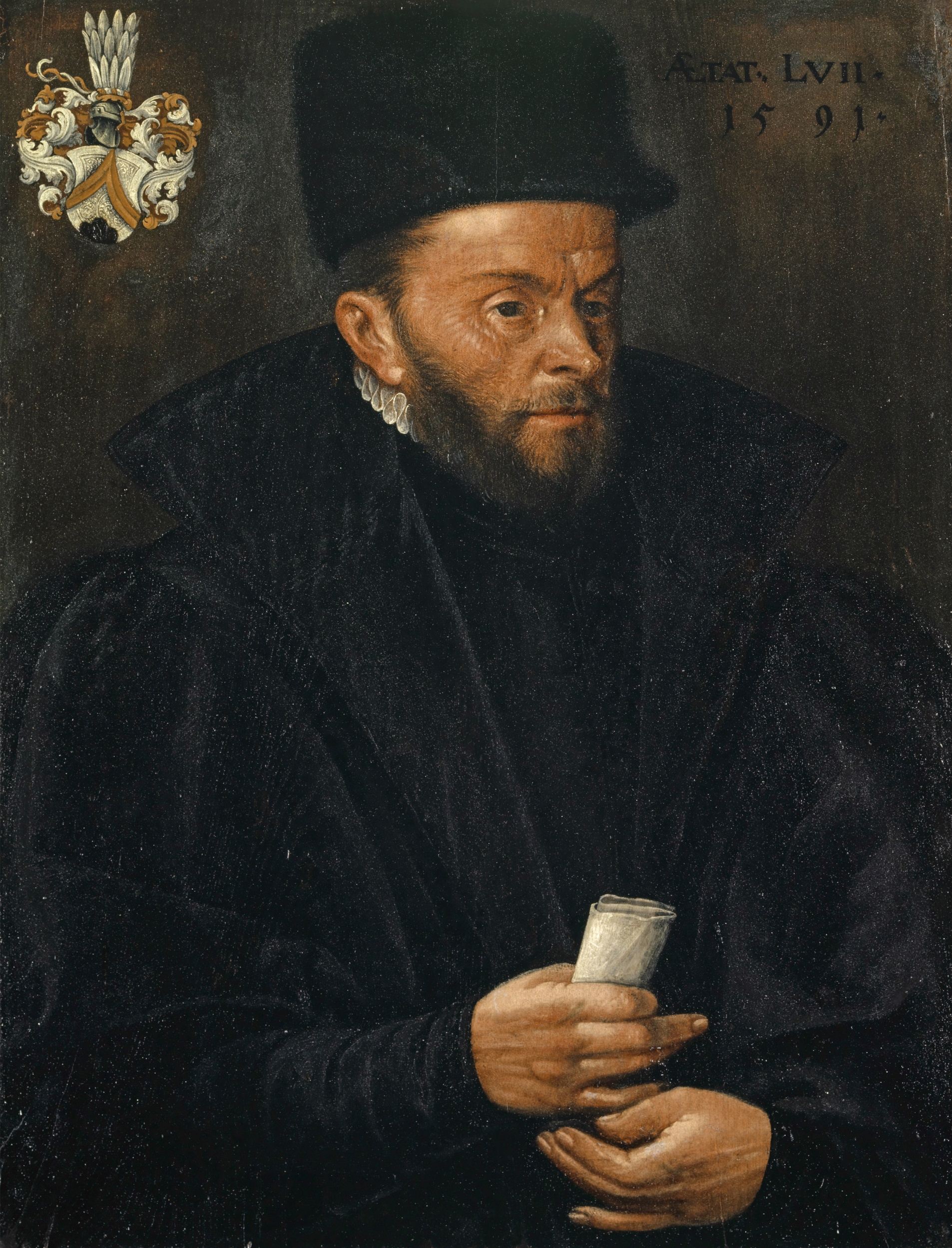
Hans Bock der Ältere: Bildnis des Basilius Amerbach, 1591 (Kunstmuseum Basel)

Basilius Amerbach (* 1. Dezember 1533 in Basel; † 25. April 1591 ebenda) war ein Jurist und Kunstsammler aus Basel.
Er stammte aus der Familie Amerbach und war der einzige Sohn des Juristen und Humanisten Bonifacius Amerbach.
1549 bis 1560 studierte er in Basel, Tübingen, Padua, Bologna (1555), Rom, Neapel und Bourges. In Speyer durfte er ein juristisches Praktikum absolvieren. Er war als Lehrer und Rechtskonsulent tätig. Ab 1561 war er Professor an der Universität Basel und wurde gleich Rektor; dieses Amt vertrat er dann noch drei weitere Male (1566, 1580 und 1588). Ferner baute er das sogenannte Amerbach-Kabinett, eine Wunderkammer, auf und erteilte in diesem Zusammenhang unter anderem Aufträge an den Kunstmaler Hans Bock den Älteren. Brieflichen Kontakt unterhielt er unter anderem mit Johann Jakob Rüeger, Adolf Occo und mit seinem Freund Felix Platter.
Von ihm stammen handschriftliche Dissertationen und eine Briefsammlung. Als einer der ersten befasste er sich mit der Archäologie der nahe Basel gelegenen römischen Stadt Augusta Raurica und erforschte die Überreste des dortigen Theaters. Gedruckte Schriften sind von ihm keine bekannt. Er war mit Esther Rüdin verheiratet; sein Sohn Bonifaciolus starb im Alter von vier Monaten.